# A vision of aeroplanes
A vision of aeroplanes is een compositie van Ralph Vaughan Williams. Het werk is geschreven voor gemengd koor en orgel. Het was een cadeau van de componist aan de vaste organist Harold Darke. Die vierde op 4 juni 1956 zijn veertigjarig dienstverband aan de St Michael's Church te Cornhill. Darke begeleidde en Vaughan Williams schreef vaak voor amateurkoren, maar in dit geval werd het lied gezongen door een beroepskoor. Dat is nodig want er is enige zangtechniek nodig, de partij staat vol met zestienden. Toch is het moeilijkste gedeelte van de partituur niet voor het koor; de orgelpartij is (zeker aan het begin) bijzonder virtuoos.
De tekst van het lied werd door Vaughan Williams gehaald uit Ezechiël boek 1 en overgezet naar moderne tijden. In de Bijbeltekst zag de componist de omschrijving van een vliegtuig. De virtuositeit geeft de wervelwind weer, die in de tekst wordt aangehaald. Vaughan Williams was overigens agnost; hij zag de Bijbel meer als een van de beste werken binnen de literatuur.

## Bezetting
- kerkorgel
- sopranen, alten, tenoren, baritons,

## Discografie
- Uitgave Chandos: Finzi Singers, o.l.v. Paul Spicer (uit 1991 niet meer verkrijgbaar)
- Uitgave Naxos: The Choir of Clare College, Cambridge, James McVinnie (orgel) o.l.v. Timothy Brown (2010)